# Souhayr Belhassen
Pour les articles homonymes, voir Belhassen.
Souhayr Belhassen (arabe : سهير بلحسن), née le 19 juin 1943 à Gabès, est une journaliste et défenseur des droits de l'homme tunisienne.
Elle dirige la Fédération internationale pour les droits humains (FIDH), une importante ONG de défense des droits de l'homme, entre avril 2007 et mai 2013.

## Biographie
Née d'une mère tunisienne et d'un père tunisien né en Indonésie, elle est la petite-fille de Hachemi Elmekki, journaliste et fondateur de journaux satiriques nationalistes écrits en dialecte tunisien, ce qui lui a valu d'être banni de Tunisie au début des années 1950 par les autorités du protectorat et de s'installer en Indonésie. Elle est diplômée en droit de l'Université de Tunis puis de l'Institut d'études politiques de Paris.
Elle devient journaliste pendant une vingtaine d'années, à partir de la fin des années 1970, comme correspondante en Tunisie de l'hebdomadaire Jeune Afrique et de l'agence de presse Reuters. Elle est également très active dans le combat pour la défense des droits de l'homme dans son pays, en s'engageant en 1984 dans la Ligue tunisienne des droits de l'homme, fondée en 1977, dont elle assure dès novembre 2000 la vice-présidence.
Elle participe aussi à l'écriture de Habib Bourguiba. Biographie en deux volumes (coécrit avec Sophie Bessis), une biographie du président Habib Bourguiba. Celle-ci est interdite jusqu'à l'avènement de Zine el-Abidine Ben Ali à la présidence en 1987 et finalement publiée en 1990. En 1993, elle lance une pétition de soutien aux femmes algériennes, où elle dénonce le « silence coupable » du gouvernement tunisien qui n'agit pas face à la situation de ces dernières. Ceci lui vaut d'être expulsée durant cinq ans de son pays. En 1998, de retour d'exil, elle crée l'hebdomadaire culturel 7 sur 7 mais le magazine disparaît peu après l'élection présidentielle de 1999. Le magazine critique le régime de Ben Ali en faisant allusion à une émission de la chaîne de télévision France 2. Les ressources publicitaires du magazine provenant aussi bien des entreprises publiques que privées ont alors fortement chuté à la suite des injonctions des autorités. Belhassen est acculée à saborder son journal ; elle fait par ailleurs l'objet d'une surveillance constante de la part des autorités tunisiennes.
En 2004, elle intègre le bureau directeur de la Fédération internationale pour les droits humains. Elle est élue le 24 avril 2007 à la tête de cette ONG, en remplacement du Sénégalais Sidiki Kaba qui l'a soutenue, devenant ainsi la première femme arabo-musulmane à prendre sa direction. Son discours d'investiture insiste sur la situation des femmes dans les pays en développement qui est le thème de travail du groupe d'action avec qui elle travaillait depuis plusieurs années. Le 8 mars 2009, elle lance une campagne intitulée « L'Afrique pour les droits des femmes », incitant les États africains à ratifier la Convention sur l'élimination de toutes les formes de discrimination à l'égard des femmes. Le 8 mars 2012, elle est à l'initiative, avec sept autres femmes arabes, de L'appel des femmes arabes pour la dignité et l'égalité. Elle est remplacée par Karim Lahidji le 27 mai 2013,.

## Distinctions
- Commandeur de l'Ordre de la République tunisienne (2016)[7] ;
- Chevalier de la Légion d'honneur (2012)[8] ;
- Docteur honoris causa de l'université catholique de Louvain (2008)[9].